# Lindú
Lindolfo Mendes Barbosa, mais conhecido como Lindú (Entre Rios, 11 de outubro de 1941 — Rio de Janeiro, 25 de outubro de 1982), foi um cantor, compositor e instrumentista brasileiro, vocalista e sanfoneiro do trio forró pé-de-serra, o Trio Nordestino.
Lindú morreu de insuficiência renal.